# The Equalizer
The Equalizer je americký televizní seriál z kriminálního prostředí vysílaný v letech 1985–1989 na stanici CBS. Hlavní roli Roberta McCalla ztvárnil britský herec Edward Woodward. Ten za svou roli získal Zlatý glóbus za nejlepší mužský herecký výkon v seriálu (drama). V menších rolí se zde v některých epizodách představili například Brooke Smith, John Cameron Mitchell, Chris Cooper, William Sadler, Ed O'Neill nebo Paul Guilfoyle. V roce 2014 měl premiéru celovečerní film Equalizer inspirovaný tímto seriálem v hlavní roli s Denzelem Washingtonem.